# 자카르타 코타역
자카르타 코타역(인도네시아어: Stasiun Jakarta Kota, 역코드:JAKK)은 인도네시아 자카르타의 코타 중심부에 위치한 철도역이다.
이 역은 20세기초까지는 "바타비아 자위트역"(네덜란드어: Batavia Zuid, 바타비아 남역)이었다. 이 역은 또한 전 소유주인 바타비아 동부 철도 회사(Bataviasche Oosterspoorweg Maatschapij, BOS)의 약칭인 Beos역으로도 알려졌다.
자카르타 코타역은 감비르역, 자티네가라역, 파사르세넨역과 함께 자바섬을 가로지르는 여러 시외 열차 노선을 운행하는 주요역이다. 이 역은 또한 자카르타 광역권에 위치한 6개의 KRL 커뮤터라인 중 3개의 노선을 운행한다.

## 역사

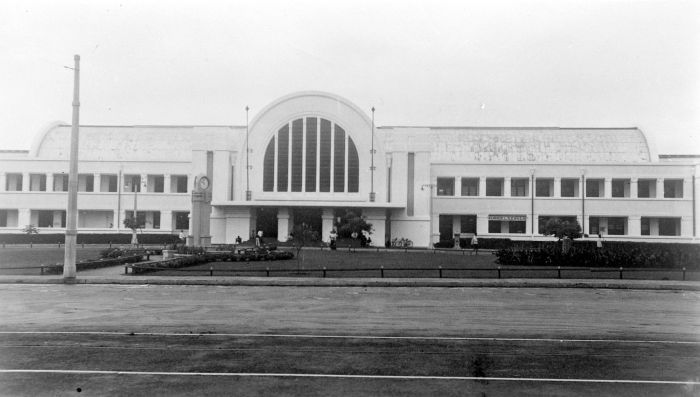
1938년 역사

최초의 역은 1887년 민간 철도회사인 BOS에 의해 지어졌다. 이 역은 옛 시청 바로 뒤 북쪽에 위치한 오래된 바타비아 북역(네덜란드어: Batavia Noord, 네덜란드-동인도 철도회사 소유)과 구별하기 위해 바타비아 남역(네덜란드어: Batavia Zuid)으로 명명되었다. 공공 철도 회사인 스타트스포르베헌(Staatsspoorwegen)은 1898년과 1913년에 각각 남부역과 북부역을 인수했다.
남부 BOS 역은 1923년에 폐쇄되었고, 1926년부터 1929년 사이에 재건되었으며, 그 동안 모든 철도 운생은 바타비아 북역에 임시로 인수되었다. 역건물은 1927년부터 1928년까지 바타비아의 건축 회사 AIA의 건축가인 아셀베르흐스, 헤이셀스, 헤스가 설계했다. 1928년부터 1929년까지 건설 동안 네덜란드 콘크리트 회사(Hollandsche Beton Matschapij)의 콘크리트가 사용되었다. 본관은 바타비아와 바위텐조르흐, 탄중프리옥 항구, 순다 해협 인근 메락항을 통해 자바 서부와 수마트라 남부를 연결하는 여객선을 연결하도록 지정된 12개의 철도 선로로 설계되었다. 현재 역건물이기도 한 신역사는 1929년 10월 8일 회사 직원들에 의한 비공개 행사와 함께 공식 개관하였다. 그 후 구시가지로 가는 모든 철도 운행은 새로운 남쪽역으로 재지정되었고, 나머지 북쪽역은 철거되었다.
이 신역사는 구역사 소유주인 BOS의 이름을 따서 BEOS라는 별명이 붙여졌다. 당시 정식 역명은 바타비아 스타트역(네덜란드어: station Batavia Stad)이었으며, 현재의 잘란 스타시움 코타 바라트(인도네시아어: Jalan Stasiun Kota Barat)로 불리는 시내구역인 바타비아 베네덴스타트(네덜란드어: Batavia Benedenstad)의 역광장(네덜란드어: Stationsplein)에 있다. 이 역사는 1993년에 역사적, 문화적 랜드마크로 지정되었다.

## 건물

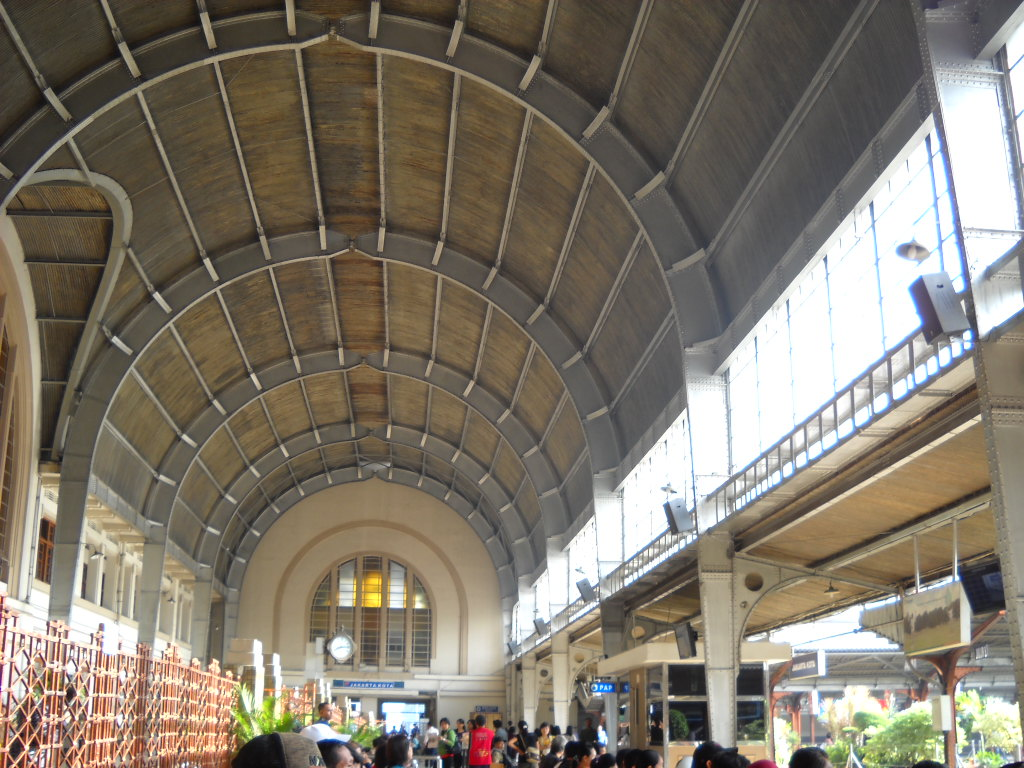
중앙홀 내부

네덜란드의 건축가 프란스 요한 라우렌스 헤이셀스(Frans Johan Louwrens Ghijsels, 1882년 9월 8일생)이 설계한 역사 디자인은 서양 아르 데코와 지역 건축 양식의 조합이다.
자카르타 코타역은 3면의 거리로 둘러싸인 2층짜리 역으로 정문 1개와 측면 입구 2개가 있다.  정문과 홀은 원통형 궁륭이 특징이며, 윗부분은 수직 단위(루넷)에 의해 수평으로 구성되어 있다.
홀 내벽은 거친 질감의 갈색 세라믹으로 마감되었으며, 건물 바닥의 외벽은 녹황색 석고로 덮여있었다. 역 바닥은 노란색 티크와 회색 목재를 사용하며, 승강장 바닥은 노란색 와플 티크우드를 사용한다. 자카르타 코타역은 6면 12선의 승강장이 있다. 승강장은 강철 기둥으로 지지되는 캐노피로 덮여있다.

## 운행 정보
지역 시외열차 및 지역통근열차는 모두 이 역에서 출발한다.:

### 시외철도
프리미엄 이코노미
- 쿠토자야 우타라(Kutojaya Utara) : 쿠토아르조행

이코노미 플러스
- 메노레(Menoreh) : 세마랑 타왕행

### KRL 커뮤터라인
- 자카르타 코타–치카랑
- 자카르타 코타–보고르
- 자카르타 코타–탄중프리옥

## 인접역
| KRL 커뮤터라인      | KRL 커뮤터라인           | KRL 커뮤터라인 |
| ------------------- | ------------------------ | -------------- |
| 캄풍반단 탄중프리옥 | 자카르타 코타–탄중프리옥 | 시·종착역      |
| 자야카르타 베카시   | 자카르타 코타–베카시     | 시·종착역      |
| 자야카르타 치카랑   | 자카르타 코타–치카랑     | 시·종착역      |
| 자야카르타 보고르   | 자카르타 코타–보고르     | 시·종착역      |
| 자야카르타 데폭     | 자카르타 코타–데폭       | 시·종착역      |

## 같이 보기
- 인도네시아의 철도 교통